# Waleri Domowtschijski
Waleri Domowtschijski (bulgarisch Валери Домовчийски, häufig auch Valeri Domovchiyski transkribiert; * 5. Oktober 1986 in Plowdiw) ist ein bulgarischer Fußballspieler.

## Karriere
Domowtschijski wuchs in Rakowski nahe Plowdiw auf und spielte für den FK Mariza Plowdiw, bevor er zu Lewski Sofias Jugend-Akademie wechselte. Sein Debüt gab er für die U-21-Nationalmannschaft Bulgariens gegen Schweden (1:2). Ab 2004 spielte er für Lewski Sofia und erzielte in 121 Spielen 60 Tore. Durch seine Leistungen wurden die Blackburn Rovers auf ihn aufmerksam. Obwohl er den Medizintest bestanden hatte, scheiterte der Transfer, woraufhin er bei Hertha BSC unterschrieb. Die Berliner liehen ihn für eine Gebühr von 200.000 Euro bis zum Sommer 2008 aus mit der Option, ihn für eine Million Euro zu kaufen, die später auch genutzt wurde. In den drei Jahren bei Hertha BSC kam er auf 65 Einsätze in der ersten Mannschaft und erzielte dabei neun Treffer. Domowtschijski erzielte am 17. Mai 2008 beim 4:1 des FC Bayern München gegen Hertha BSC das letzte Tor in einem Pflichtspiel gegen Oliver Kahn.
Zur Saison 2011/12 wechselte Domowtschijski zum MSV Duisburg und unterschrieb dort einen Zweijahresvertrag.
Nach dem Zwangsabstieg der Duisburger im Sommer 2013 wechselte er zurück in die heimische Liga zu Botew Plowdiw. Schon im März 2014 schloss er sich Tscherno More Warna an. Im Sommer 2014 kehrte er zu Lewski Sofia zurück. Seitdem folgten weitere Stationen in seiner Heimat Bulgarien und in Griechenland.

## Erfolge
- Bulgarischer Meister: 2006, 2007
- Bulgarischer Pokalsieger: 2005, 2007